# ماريا فيرونيكا رينا
ماريا فيرونيكا رينا (بالإسبانية: Maria Verónica Reina)‏ (1960 - 27 أكتوبر 2017 ) كانت طبيبة نفسية تعليمية وناشطة أرجنتينية قامت بحملة دولية من أجل حقوق المعاقين، ومثلت الاتحاد الدولي للإعاقة، كما كانت مساهمة رئيسية في المفاوضات بشأن اتفاقية الأمم المتحدة لحقوق الأشخاص ذوي الإعاقة.

## حياتها المبكرة
وُلدت في الأرجنتين في أوائل الستينيات، حدثت لها إعاقة في حادث سيارة في سن السابعة عشر عندما كانت في عامها الأخير في المدرسة، بعد فترة في المستشفى كانت مع ذلك قادرة على إكمال دراستها، كانت تأمل في أن تصبح معلمة ولكن تم رفض دخولها إلى الدراسات التعليمية لأن الأشخاص ذوي الإعاقة غير مصرح لهم بالتدريس في الأرجنتين. تمكنت من التغلب على هذه الصعوبات من خلال اختيار علم النفس التربوي، وتخرجت من جامعة كاتوليكا دي سانتا في (الجامعة الكاثوليكية في سانتا في) في التعليم الخاص للتكامل المدرسي، ذهبت للحصول درجة الماجستير في التعليم المفتوح والتعليم عن بعد والتعليم من الجامعة الوطنية الإسبانية للتعليم عن بعد.

## حياتها العملية
اكتسبت رينا خبرة في العمل في مجموعة متنوعة من المؤسسات بما في ذلك معهد جامعة سان مارتن في روزاريو بالأرجنتين وكذلك المنظمة الأرجنتينية للمعوقين في سيلسا ومركز التأهيل الدولي في شيكاغو (1997) ومعهد الدفاع عن الإعاقة الدولي ومعهد التعاون والتنمية الدولي وأيضًا معهد الدفاع عن الإعاقة الدولية ومركز التأهيل الدولي.
عملت مديرة للمشاريع الدولية في معهد بورتون بلات بجامعة سيراكيوز في واشنطن العاصمة من عام 2006، بينما في عام 2008 وبدعم من كل من BBI والبنك الدولي تم تعيينها كأول مديرة تنفيذية للشراكة العالمية للإعاقة والتنمية. وتهدف الشراكة إلى تعزيز إدراج المعوقين في السياسات والممارسات من خلال وكالات التنمية. كانت نشطة بشكل خاص في لجنة الأمم المتحدة المخصصة لاتفاقية الإعاقة.
في المفاوضات حول اتفاقية الأمم المتحدة أشركت منظمات الإعاقة في جميع أنحاء العالم في التزامها بحقوق الإنسان العالمية للأشخاص ذوي الإعاقة في عالم شامل ومتاح ومستدام، في دورها كمنسقة للمجموعة الدولية للإعاقة مثلت الأشخاص ذوي الإعاقة خلال المفاوضات، كما أدارت الاتصالات بشكل فعال وحققت توافق الآراء بين أصحاب المصلحة ذوي الاهتمامات المختلفة وترأست الاجتماعات والمؤتمرات، وأدارت الاتصالات ونسقت وثائق الترجمة والتوزيع باللغة الإسبانية لأمريكا اللاتينية.
في الأشهر التي سبقت وفاتها ساعدت في تعزيز فعالية مجموعة أصحاب المصلحة من الأشخاص ذوي الإعاقة في إطار التحالف الدولي للإعاقة، وفي اجتماع استشاري للأمم المتحدة في بوينس آيرس سعت إلى تعزيز دور مجتمع الإعاقة في تنفيذ اتفاقية حقوق الأشخاص ذوي الإعاقة.

## وفاتها
توفيت ماريا فيرونيكا رينا في مسقط رأسها -روزاريو- في 27 أكتوبر 2017 وكانت تبلغ من العمر 54 عامًا.